# Zdravko Zupan
 (novembre 2018).
Zdravko Zupan (cyrillique serbe : Здравко Зупан), est un auteur et historien de bande dessinée serbe né le 7 février 1950 à Zagreb (alors en Yougoslavie, aujourd’hui en Croatie) et mort le 9 octobre 2015 à Belgrade.

## Biographie
Il dessine notamment les séries Tom & Jerry, Zuzuko, Munja, Mickey Mouse, Goofy, Ellsworth et Miki i Baš-Čelik.
Zupan est considéré comme le plus important historien de la bande dessinée yougoslave.

## Œuvres

### Bandes dessinées
- Zuzuko, scénario de Z. Zupan, Yu strip, Munja et Bijela pčela, Serbie et Croatie, 1977-
- Tom & Jerry, scénario de Lazar Odanović, VPA, Croatie, 1983-1988.
- Mickey Mouse, scénario de François Corteggiani, Le Journal de Mickey, France, 1990-1994.
- Goofy, scénario de F. Corteggiani, Le Journal de Mickey, France, 1990-1994.
- Ellsworth, scénario de F. Corteggiani, Le Journal de Mickey, France, 1990-1994.
- Miki i Baš-Čelik, scénario de Nikola Maslovara, Mikijev zabavnik, Serbie, 1999.
- Munja, scénario de Z. Zupan, Vasa Pavković et Zoran Stefanović, Munja, Munja Strip et Bijela pčela, Serbie et Croatie, 2001-

### Histoire de la bande dessinée
- Istorija jugoslovenskog stripa I, Slavko Draginčić et Zdravko Zupan, Novi Sad, 1986.
- Vek stripa u Srbiji, Zdravko Zupan, Pančevo, 2007.
- Veljko Kockar - strip, život, smrt, Zdravko Zupan (ed.), Pančevo, 2010.
- The Comics We Loved: Selection of 20th Century Comics and Creators from the Region of Former Yugoslavia (Stripovi koje smo voleli: izbor stripova i stvaralaca sa prostora bivše Jugoslavije u XX veku), Živojin Tamburić, Zdravko Zupan et Zoran Stefanović, Belgrade, 2011.
- Zigomar - maskirani pravednik, Zdravko Zupan (ed.), Pančevo, 2011.